# Il sogno americano
Il sogno americano (The American Dream) è un atto unico di Edward Albee, debuttato a New York nel 1961. In esso, Albee mette in scena una spietata critica al sogno americano, prendendo come esempio una famiglia borghese.

## Trama
La famiglia è costituita da una tirannica Mammina ("Mommy"), un debole Paparino ("Daddy") e una sagace Nonna ("Grandma") che vive con loro. Una sera la famiglia riceve la visita di Mrs. Barker, una stimatissima amica di Mammina, che conversa amabilmente con i padroni di casa. Quando Mammina e Paparino vanno in cucina, la Nonna affronta Mrs. Barker sulle vere ragioni della sua visita: sa che la donna ha dato alla luce il bambino che Mammina e Paparino hanno adottato anni prima. Mammina e Paparino sono arrabbiati con il bambino e, per punizione, lo mutilano e alla fine lo uccidono. 
Dopo che Mrs. Barker se ne è andata, viene in visita anche un giovanotto ("Young Man") in cerca di lavoro. Nonna si rende conto che il ragazzo, che lei ribattezza "Sogno Americano" ("The American Dream"), è il gemello del figlio adottivo di Mammina e Paparino. Infatti, mentre il primo figlio veniva mutilato, il giovanotto provava lo stesso dolore sul proprio corpo, per poi infine cadere in uno stato catatonico quando Mammina e Paparino uccidono il figlio. Nonna vede nel ragazzo una via di fuga, prepara i bagagli e lascia la casa. Il giovanotto rimane con Mammina e Paparino, per prendere il posto del gemello ucciso.

## Produzioni
Alan Schneider diresse la prima produzione de Il sogno americano, debuttata alla York Playhouse dell'Off Broadway il 24 gennaio 1961. Il cast era composto da: John C. Becher (Paparino), Jane Hoffman (Mammina), Sudie Bond (Nonna), Nancy Cushman (Mrs. Barker), and Ben Piazza (Giovanotto). Il dramma fu riproposto allo Cherry Lane Theatre nel 1962, in repertorio con The Zoo Sotry e con il cast e la regia originali.
Edward Albee diresse un nuovo allestimento del dramma nel 2008, andato in scena al Cherry Lane Theatre di New York dal 1 aprile al 3 maggio. Facevano parte del cast: Judith Ivey (Mommy), George Bartenieff (Paparino) e Lois Markle (Nonna).